# Play Back (film, 2002)
Pour plus de détails, voir Fiche technique et Distribution.
Play Back est un court métrage français réalisé en 2002 par Richard Bean avec quatre des acteurs de la sélection Talents Cannes 2002 de l'ADAMI, la Société civile pour l'Administration des Droits des Artistes et Musiciens Interprètes.

Co-produit par l'Adami, Agora Films et Maïa Films, Play Back a été présenté au Festival de Cannes 2002.

## Synopsis
Quatre jeunes comédiens rencontrent des difficultés lors de la postsynchronisation d'un feuilleton dépourvu de sens. Alignés dans l'obscurité d'un studio d'enregistrement, les yeux écarquillés, ils récitent à tour de rôle les dialogues d'une histoire totalement inepte, suscitant chez eux un profond malaise.
Extraits de répliques : 
« Les dialogues sont tellement cons que c'est presque du porno. »
« Faut suivre la couleur, c'est tout ! »
« J'ai honte !... – C'est mauvais pour la santé d'avoir honte. »

## Fiche technique
- Titre : Play Back
- Réalisation : Richard Bean
- Scénario : Richard Bean
- Production : Alain Guesnier
- Co-production : Gilles Sandoz
- Photographie : Galatée Politis
- Ingénieur du son : Jérôme Ayasse
- Montage : Richard Bean
- Décors : Catherine Keller
- Musique : Richard Bean
- Sociétés de production : Agora Films et Maïa Films
- Distribution : L'Agence du court métrage
- Pays :  France
- Langue : français
- Genre  : comédie
- Formats de production : Vidéo numérique
- Format de projection : 35 mm
- Format : couleurs - 1,85:1
- Durée : 5,29 min
- Dates de sortie : 
  -  France : mai 2002

## Distribution
Par ordre alphabétique :
- Jean-Pascal Abribat
- Félicité Du Jeu
- Boris Le Roy
- Hélène Viaux

## Commentaires
- Play Back fait partie des films de la collection Jeunes Talents Cannes 2002 de l'ADAMI[2].